# A kakas és a drágakő
A kakas és a drágakő című mese (latinul: De Gallo et Jaspide) Aiszóposz egyik meséje. Egyike azoknak, amelyekben csak egy állat szerepel. Sokféle értelmezése lehet a mesének attól függően, hogy milyen nézőpontból vizsgáljuk.

## A mese

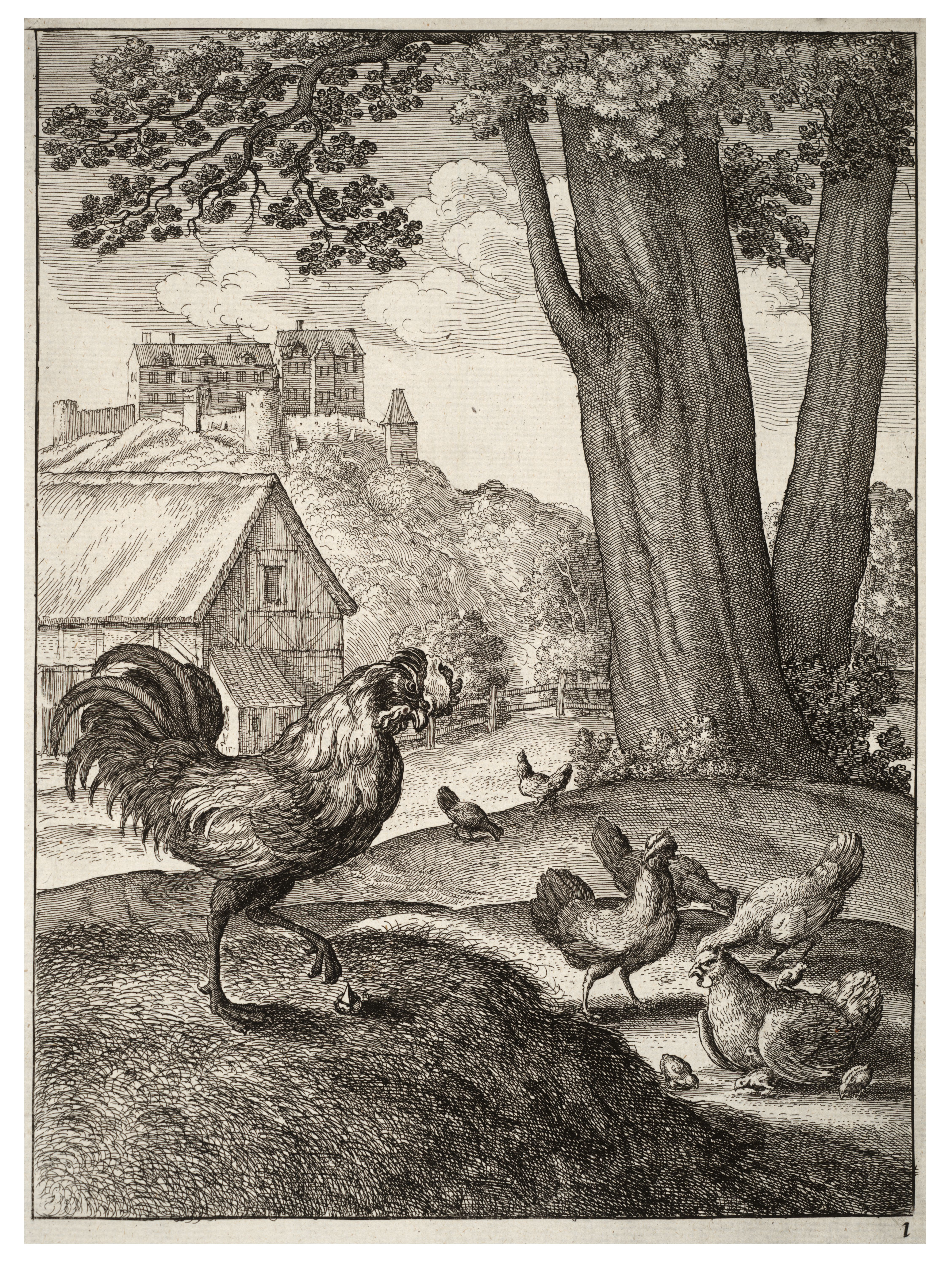
Wenceslas Hollar illusztrációja, 1665, (részlet)

Eredeti formájában a mese nagyon rövid. A kakas miközben élelmet keres egy drágakövet talál. Belátja, hogy mások számára a drágakő értékes volna, azonban úgy véli, hogy számára a drágakő értéktelen.

„Az kakasról és drága kőről.
Egy kakas, mikoron a szemeten szedegetne, talála egy drága kevet, és mondá: Minek találok én illyen fénes marhát? Ha valamely drága kő áros talált volna téged, senki nem volna nálánál vígabb, mert tudná, mit érne. Nekem kegyig semmire nem kell, sem nagyra nem böcsülem, sőt inkább minden drága kőnél nagyobban akarnék egy árpa avagy búza szemet.
Aiszóposz meséi Pesti Gábor fordításában”

## Külső hivatkozások
- Magyar Elektronikus Könyvtár
- 15. - 20. századi illusztrációk